# Morro do Moco
El Morro do Moco, amb 2.620 msnm, és el cim més alt d'Angola. Es troba a la província de Huambo a la part occidental del país, 70 km a l'oest de la ciutat de Huambo. El Morro do Moco era considerada una de les "set meravelles d'Angola" en 2014. La muntanya és una destinació per als observadors d'ocells, excursionistes i practicants de ràpel i parapent.

## Flora i fauna
Els boscos d'afromontana són part de l'ecoregió mosaic muntanyenc de boscos i pastures d'Angola.

### Flora
El Morro do Moco és en gran part poc investigat i ha estat visitat per molt pocs inspectors botànics. Se sap que hi ha diverses espècies de Protea i altres plantes amb flors, moltes dels quals apareixen entre juliol i setembre després dels incendis de pastures.

### Avifauna
El Morro do Moco és la llar de moltes aus, al voltant de 233 espècies registrades al lloc. Ha estat designada Important Bird Area (IBA) per BirdLife International i és part de l'Àrea d'Aus Endèmica d'Angola Occidental.
La muntanya ofereix llar a un nombre d'espècies d'aus en perill i amenaçades, com el francolí del Swiersta (Pternistis swierstrai), cosifa angolesa (Xenocopsychus ansorgei), papamosques angolès (Dioptrornis brunneus) i suimanga de doble collar muntanyenca (Cinnyris ludovicensis).

### Conservació
El Morro do Moco és un hàbitat particularment amenaçat a causa de la insostenible tala de fusta per a la construcció de cases de fusta i per a llenya. Els incendis forestals no controlats també són una amenaça ambiental. Malgrat que s'ha proposar crear-hi una reserva especial, l'àrea encara no té estatus ni mesures de protecció.
El bosc segueix exposat al risc pels veïns de la localitat de Kanjonde, que es troba al peu de la muntanya. Ja que depenen principalment de l'agricultura de subsistència, els vilatans amb freqüència cremen la vegetació i talen arbres per donar pas a cultius alimentaris a les valls de la muntanya. Kanjonde no té electricitat, de manera que els residents també depenen de la llenya per cuinar.
El Projecte Morro do Moco és una fundació benèfica que treballa per obtenir l'estatus de protecció de la muntanya i educar els vilatans de Kanjonde sobre pràctiques més sostenibles. El projecte va iniciar un viver d'arbres natius el juliol de 2010 a Kanjonde, i aquest viver es va ampliar el 2012 amb el permís del soba (cap) del poble, Amândio Cabo.